# أندرو كويلو
أندرو كويلو (بالإنجليزية: Andrew Coelho)‏ هو لاعب كرة مضرب أسترالي، ولد في 2 أكتوبر 1987 في ملبورن في أستراليا.

## وصلات خارجية
- أندرو كويلو على موقع رابطة محترفي التنس (الإنجليزية)
- أندرو كويلو على موقع الاتحاد الدولي لكرة المضرب (الإنجليزية)
- أندرو كويلو على موقع خلاصة التنس.كوم (الإنجليزية)
- أندرو كويلو على موقع إي إس بي إن.كوم (الإنجليزية)